# Melaleuca decora
Melaleuca decora là một loài thực vật có hoa trong Họ Đào kim nương. Loài này được (Salisb.) Britten mô tả khoa học đầu tiên năm 1916.

## Hình ảnh

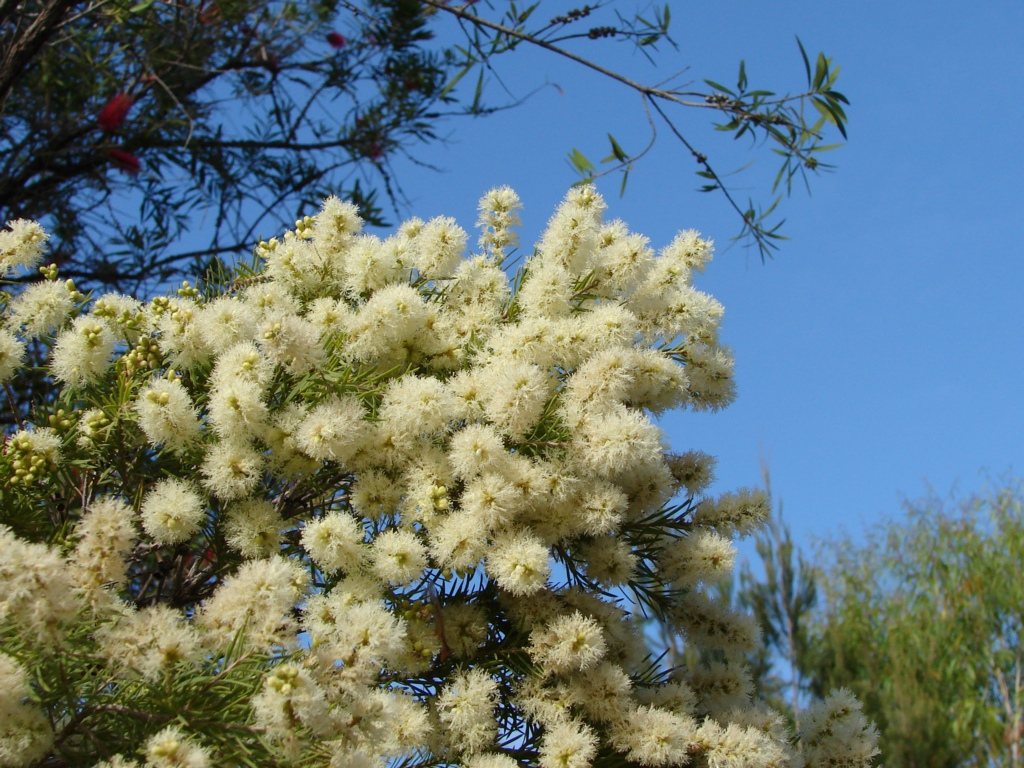